# 那智 (重巡洋艦)
那智（なち）は、日本海軍の重巡洋艦。妙高型重巡洋艦の2番艦である。那智級と表記された事もある。命名の由来は和歌山県の那智山に依る。艦内神社も熊野那智大社から分祀された。

## 艦歴

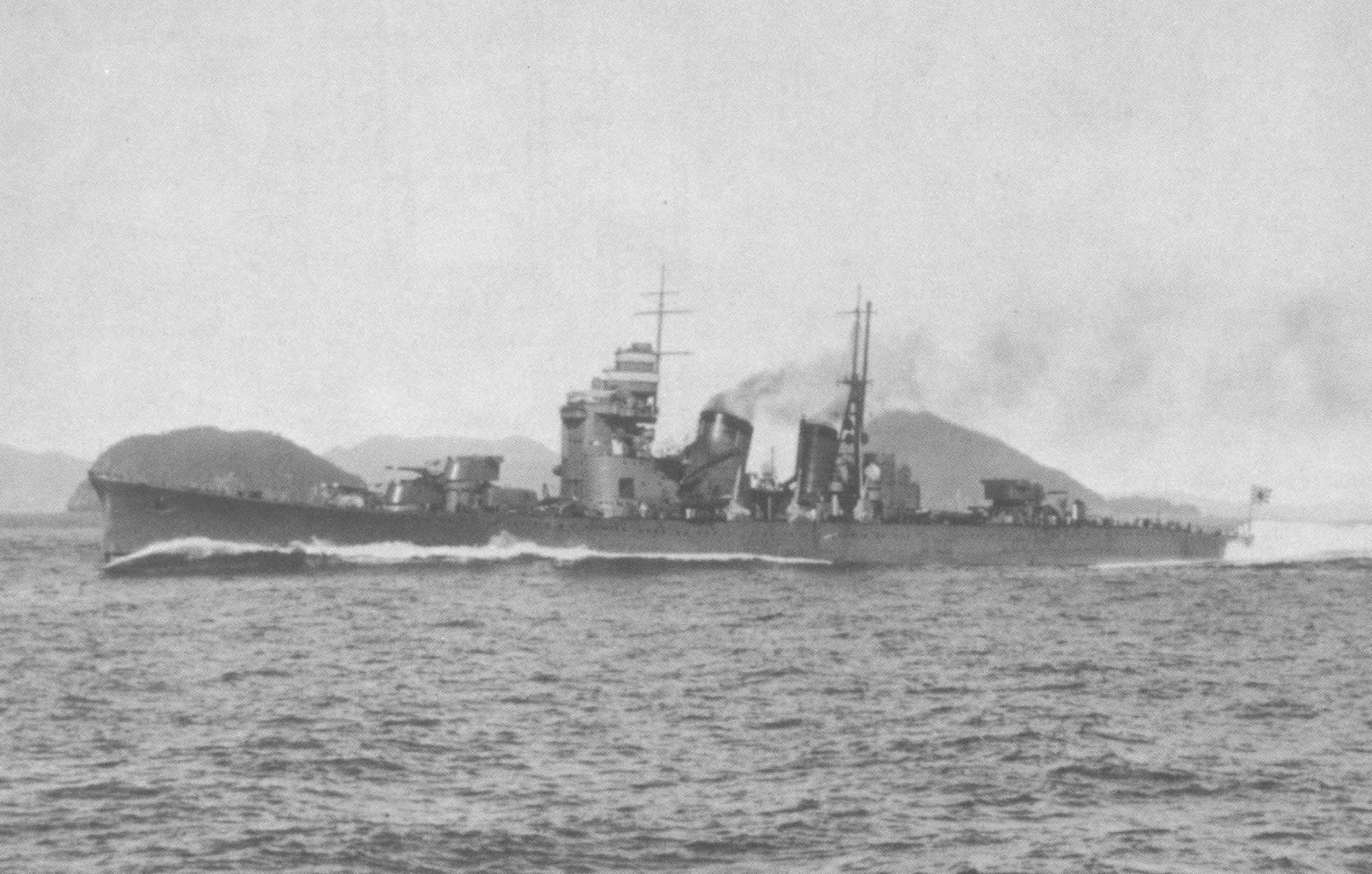
1928年11月、全力試運転を終え帰投中の那智

1924年（大正13年）11月26日、呉海軍工廠にて起工。当初、進水は1926年（大正15年）10月中旬を予定していた。1927年（昭和2年）6月15日、梨本宮守正王列席のもと進水。1928年（昭和3年）11月26日竣工。起工は妙高より1ヶ月遅れたが、竣工は8ヶ月早まった事になる。佐世保鎮守府所属。
同年12月4日、横浜沖での御大礼特別観艦式に参加する。那智は最新鋭1万トン級巡洋艦として世界に紹介された。那智の栄誉は続いた。1929年（昭和4年）5月下旬〜6月上旬、東京（横須賀）、八丈島、大島、和歌山、大阪、神戸、東京（横須賀）を昭和天皇が行幸する事になり、その御召艦として那智と戦艦長門が指定される。当時の那智には高等官27名、判任官159名、兵566名、計752名が乗艦していた。5月28日午前10時、横須賀軍港にて昭和天皇が那智に乗艦し、午後6時に八丈島にて戦艦長門に移乗した。以後、6月8日の神戸出港まで那智は御召艦長門の供奉艦として行動を共にした。
1930年（昭和5年）10月26日、神戸沖で行われた特別大演習観艦式（御召艦霧島、先導艦足柄、供奉艦妙高、那智、羽黒）に参加。
1932年（昭和7年）には第一次上海事変で警備に従事する。
日中戦争では1937年（昭和12年）8月20日から24日まで上海上陸作戦に参加した。
出師準備のため1941年8月から9月にかけて長崎の三菱造船所で入渠。

### 太平洋戦争
1941年（昭和16年）12月の太平洋戦争開戦時、第五戦隊司令官高木武雄少将は妙高を旗艦とし、同戦隊の妙高型重巡3隻（妙高、那智、羽黒）は比島部隊（第三艦隊、司令長官高橋伊望：旗艦足柄）に所属していた。パラオへ進出後、ダバオ攻略作戦を支援する
1942年（昭和17年）1月4日、比島部隊の主力艦（第五戦隊、神通、那珂、長良、瑞穂、千歳、雪風等）はダバオのマララグ湾に集結していた。そこへB-17型重爆8機が襲来、被弾した妙高は中破。妙高は佐世保へ回航され、第五戦隊旗艦は那智となった。その後もメナド、アンボン島、マカッサル攻略作戦に従事。
2月17日スターリング湾を出撃しチモール島デリー、クーパン攻略を支援。22日スターリング湾に帰投した。
2月24日正午、ジャワ島攻略作戦支援のため第五戦隊（那智、羽黒）と駆逐艦2隻（山風、江風）はスターリング湾を出撃した。第一護衛隊（第四水雷戦隊）及び輸送船団と第二水雷戦隊と合流し、ジャワ島クラガン目指して南下中の27日、28日スラバヤ沖でカレル・ドールマン少将率いるABDA連合軍艦隊と交戦する（スラバヤ沖海戦）。那智、羽黒は第二水雷戦隊（司令官田中頼三少将：旗艦神通、第16駆逐隊《雪風、時津風、初風、天津風》、臨時編入艦《潮、漣、山風、江風》）・第四水雷戦隊（司令官西村祥治少将：旗艦那珂、第2駆逐隊《村雨、五月雨、春雨、夕立》、第9駆逐隊《朝雲、峯雲》）を率いて海戦当初から連合国軍艦隊と交戦、第三艦隊旗艦足柄は妙高、雷、曙を率いて海戦後半（3月1日）から参戦した。3月1日昼戦では、那智は砲弾を節約しつつ発射、さらに使用可能な水偵1機に30kg爆弾を搭載して敵駆逐艦を攻撃させた。
本海戦は日本軍の大勝で終わったものの、想定外の事態が多数発生した。重巡部隊や水雷戦隊が発射した酸素魚雷は多数が自爆、のちに艦政本部が調査委員会を設置する大問題となった。那智の場合、27日第一次昼戦では魚雷発射管故障報告のため魚雷戦を実施しなかったが、実はヒューマンエラーだった。圧搾空気を送る塞止弁が既に開いているのに、命令に従って弁を開こうとするもハンドルが動かず、艦橋に「発射管故障」と報告された。27日第一次夜戦では、搭載水上偵察5機を回収しようとして那智、羽黒が洋上に停止していたところ、敵巡洋艦を味方艦隊と誤認して2隻とも「ワレ飛行機揚収容中」の識別信号を送る。砲撃されて敵艦と気づいたが砲撃戦準備は全く出来ておらず、数斉射を浴びつつ退避に成功した。最後の那智水偵は放置寸前で『運よく吊り上げられた』。
28日第二次夜戦では、那智は上記の理由で魚雷を発射していなかったので、那智が8本、羽黒が4本を発射、ABDA艦隊旗艦デ・ロイテル、ジャワを撃沈した。ところが司令部や艦乗組員のほとんどが轟沈するデ・ロイテル、ジャワに気をとられてしまい、南西方向（バタビア方面）へ離脱した巡洋艦2隻（ヒューストン、パース）を見失った。慌てて東方海面（スラバヤ方面）を捜索したが、見つかるはずもなかったという。
砲戦に関して、第五戦隊砲術参謀末国正雄中佐は戦史叢書に「五戦隊が怪我をしたら輸送船団が危険なので、アウトレンジ砲撃を行いつつ魚雷戦で片づけるつもりだった」という主旨の回想を述べている。那智主砲発令所長の萱嶋によれば、敵1番艦に主砲を斉射したところ着弾前に第二目標を狙うよう下令があり、この弾着前に第三目標を狙うといった事を繰返していたという。那智艦橋にいた大尉は「司令部はすっかりあがっていた」「五戦隊砲術参謀は落第」と述べている。
3月1日昼戦では、オランダの病院船オプテンノールを護送するため駆逐艦曙が航行していたところ、重巡エクセターをオプテンノールと誤認、砲撃された。オプテンノールの護送任務は駆逐艦の天津風が行っており、曙に与えられた命令は誤ったものだった。那智では曙や第三艦隊（足柄）から発せられた信号が正しいのか疑いを抱き、足柄の位置を問い合わせている。
戦闘終了後、20cm砲10門の那智残弾は主砲一門につき7発（定数一門200発）・残魚雷4本、羽黒は主砲一門につき19発・残魚雷4本であった。

### 北方での活動
3月10日、「那智」は蘭印部隊から北方部隊に編入、第五戦隊旗艦は「妙高」に移った。
「那智」は3月17日に佐世保に入港し、同地で旗艦施設、防寒設備の工事等が行われた。4月7日佐世保発、4月11日厚岸に入港し第五艦隊司令長官の旗艦となった。
4月18日、敵機動部隊発見の報に続き、日本本土に対する空襲があった。室蘭在泊中であった「那智」は出港すると第二十一戦隊と合流し、南東へ向かった。4月19日、「那智」と第二十一戦隊は攻撃を受けて航行不能となっていた監視艇「第二十一南進丸」を発見。。「第二十一南進丸」は軽巡洋艦「木曾」が乗員を収容し、その後処分した。4月25日、「那智」は横須賀に帰着。
5月5日から6日にかけて巡洋艦や大型機発見の報告があり、5月6日に「那智」も厚岸より出撃して軽巡洋艦「多摩」や特設巡洋艦「赤城丸」とともに索敵を行うも何も発見されなかった。報告されたものが実際何であったのかは不明である。「那智」は舵が故障し航行不能となった給油艦「尻矢」を救援した後、5月12日に厚岸に帰投。5月15日、大湊入港。
「那智」は駆逐艦「電」、「雷」とともに主隊としてAL作戦（西部アリューシャン攻略作戦）に参加した。主隊は5月29日に川内湾を出港して6月2日に加熊別湾に着き、翌日同地より出撃した。AL作戦と同時に行われたミッドウェー海戦で日本軍は敗北したがアッツ島とキスカ島の攻略は実施された。そして主隊は空母部隊である第二機動部隊などとともにアメリカ艦隊の来襲に備えた。その後、主隊などは6月24日までに一度大湊機戻り、6月28日にはキスカ島への輸送部隊掩護のため再び出撃した。一部は7月7日に帰途に就き、残りも他の任務に就いた艦を除き7月18日までに横須賀に帰投した。「那智」は7月14日に横須賀に入港。同日、「那智」は第二十一戦隊に編入された。横須賀では入渠し防寒施設の新設等が行われた。また、艦尾への爆雷手動投下台2基装備と、内火艇2隻への爆雷投下台各1基の装備も行われたものと思われる。入渠中火災があったが、損傷は軽微なものにとどまった。
8月2日に「那智」と駆逐艦「初霜」は横須賀を出港し、8月6日に加熊別湾に着いた。このころの主隊は第二十一戦隊と駆逐艦3隻であった。
8月8日、アメリカ艦隊がキスカ島を砲撃。北方部隊は幌筵に集結し、8月12日に北方部隊の主隊（駆逐艦1隻欠）と護衛隊がアリューシャン方面へ向けて出撃した。しかし、同日日本の本土東方で不時着水偵を発見したとの報告があり、連合艦隊はアメリカ機動部隊出現と判断。北方部隊の主隊、護衛隊も南下して索敵に従事することとなった。しかし、結局なにも発見されず、北方部隊の主隊などは8月16日に大湊に入港した。水偵発見は誤報であったものと思われる。
8月27日にアトカ島東部のナザン湾に敵巡洋艦等発見の報告があり、8月29日に北方部隊の主隊、護衛隊は大湊を出港したが、台風のため加熊別湾に入泊した。9月3日には今度は「呂号第六十二潜水艦」が巡洋艦等の発見を報告し、第二十一戦隊などは再び出撃し、アッツ島南西方面へ向かった。しかしアメリカ艦隊の来襲はなく、主隊などは9月18日に大湊に帰投した。この間には陸軍部隊のアッツ島からキスカ島への移駐が行われていた。9月中頃の主隊は第二十一戦隊のみであった。監視艇からの敵味方不明の飛行機発見の報告を受けて9月30日に主隊および護衛隊は大湊から出撃するも、特に何もなかった。
10月下旬からアッツ島の再占領が行われ、第二十一戦隊の軽巡洋艦2隻は第一水雷戦隊と共に挺身輸送部隊となっている。「那智」は10月22日に陸奥海湾を出港し、小樽で陸軍船舶工兵40名を乗せて10月26日に加熊別湾に到着。10月27日に主隊（「那智」、駆逐艦「神風」）と挺身輸送隊は出撃した。10月29日に主隊と別れた挺身輸送部隊は10月29日から30日に陸軍部隊をアッツ島に上陸させた。「那智」は11月1日に幌筵に戻り、その後大湊へ移った。続いてアッツ島への増強部隊の輸送とセミチ島の攻略が挺身輸送部隊や陸軍輸送船によって行われ、「那智」は駆逐艦「薄雲」とともに主隊としてアッツ島への輸送を支援した。主隊およびアッツ島への輸送部隊は11月20日に小樽を出港し、加熊別湾を経由してアッツ島へと向かった。11月25日に輸送部隊は主隊と分かれて揚陸を行い、完了後両者は合同して11月28日に加熊別湾に帰投した。
アムチトカ島へのアメリカ軍上陸を受けて搭載機をキスカ島へ送るため1943年1月24日に「那智」は駆逐艦「若葉」の護衛で幌筵を出港したが、天候不良のため搭載機の空輸は行われなかった。「那智」搭載機3機は2月に「君川丸」によってアッツ島へ運ばれたが、うち1機はキスカ島へ進出する際に行方不明となった。
「那智」では予備水タンクなどで漏水が発生したことから、その修理などのため1月29日に幌筵を出港して横須賀へと向かった。第五艦隊司令長官は旗艦を「多摩」に変更した。横須賀には2月1日に到着したが修理は佐世保で行うことに変更され、2月5日に佐世保に到着して修理が行われた。また、この時には13ミリ連装機銃2基の撤去と25ミリ連装機銃4基の装備や、電探の装備準備工事なども行われた。修理完了後、「那智」は2月27日に出港し、大湊経由で3月4日に幌筵に到着して旗艦に戻った。
1943年（昭和18年）3月7日から13日、アッツ島への輸送作戦に参加。22日、2度目の輸送作戦で幌筵島を出撃。27日には重巡洋艦「摩耶」、軽巡洋艦「阿武隈」、第六駆逐隊（雷、電）、第二十一駆逐隊（若葉、初霜）と共にアッツ島沖海戦に参加し、米重巡洋艦「ソルトレイクシティ」、軽巡洋艦「リッチモンド」、駆逐艦「ベイリー」、「コグラン」、「モナハン」、「デイル」と交戦する。だが、「ソルトレイクシティ」の攻撃を受け小破（戦死11名、負傷21名）、米艦隊の撃破にも失敗した。被弾により主砲射撃盤が故障したため各砲塔の照準器による各個射撃となったが、日本海軍は砲側照準による射撃訓練を実施しておらず、遠距離砲撃の命中率は更に悪くなったという。

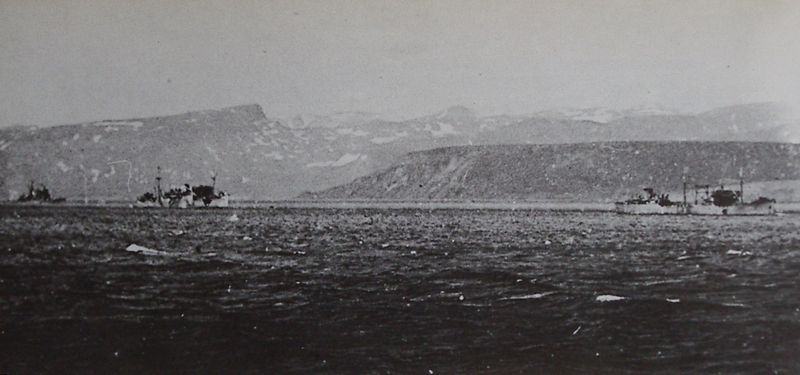
1943年幌筵沖に停泊する第五艦隊各艦。左端から那智、平安丸（日本郵船、11,614トン）、帝洋丸（日東汽船、9,850トン）

「那智」は4月3日に横須賀に入港し、損傷の修理や21号電探、電波探知機の装備が行われた。5月11日、幌筵へ向けて横須賀を出港。
9月6日、大湊から幌筵島に向かっていた「那智」はアメリカ潜水艦「ハリバット」の雷撃を受けて魚雷2発が命中（右舷の後部煙突と舵付近）したが、ともに不発であった。1発は船体にへこみを生じさせたのみ、もう1発では浸水が生じたものの航行には支障はなかった。時期が10月中旬となっているなど若干の食い違いはあるが、「那智」乗組員であった竹本定男は次のように書いている。占守島泊地に到着後、艦尾付近に魚雷の頭部が刺さっているのを発見した。魚雷頭部は約1週間かけて引き抜かれ、調査ですべての起爆装置が作動していないことが判明。その後、起爆装置は横須賀海軍工廠に送られた。
11月22日、「那智」は佐世保に入港。2か月にわたる工事で21号電探の換装、22号電探2基や2式哨信儀装備、零式水中聴音機、魚雷反対舷移動装置の装備などが行われた。2月9日、「那智」は大湊に戻った。
1944年（昭和19年）6月上旬、マリアナ沖海戦で日本海軍は大敗。サイパンの戦いはアメリカ軍の勝利（マリアナ諸島の占領）という形で終わりつつあった。そこで神重徳連合艦隊参謀は戦艦山城、巡洋艦那智、足柄、多摩、木曽、阿武隈等の第五艦隊サイパン島突入作戦を発案、アメリカ軍に対し陸上砲撃をおこなう計画を提案した。第五艦隊は内地に戻り出撃準備を行うが、作戦は実施されなかった。

### レイテ沖海戦
1944年（昭和19年）10月14日、台湾沖航空戦での過大な戦果報告により、大損害を受けた(と思われる)米機動部隊攻撃のため、連合艦隊司令部は第二遊撃部隊（第五艦隊、司令長官志摩清英中将、通称志摩艦隊）に対し台湾東方へ進出し、「好機をとらえて敵損傷艦の捕捉撃滅及び搭乗員の救助に当れ」と命令、豊田副武連合艦隊司令長官も『敵機動部隊はわが痛撃に敗退しつつある。基地航空隊と第二遊撃部隊は全力を挙げて残敵を掃討せよ』と命じる。15日、志摩艦隊旗艦那智は重巡足柄などとともに瀬戸内海を出撃した。一方、アメリカ軍のハルゼー提督は暗号解読により日本艦隊（志摩艦隊）が出撃したと知ると、損傷巡洋艦2隻に空母を含む護衛部隊をつけ、偽装電報を発信して日本艦隊を誘因しようとした。しかし日本艦隊の動きが鈍い事を知ると、艦隊戦闘に向けての準備をやめ、レイテ上陸支援に専念するよう命じた。16日、連合艦隊司令部はアメリカ軍機動部隊が健在である事にようやく気付き、志摩艦隊に台湾の馬公に入港するよう命じる。17日、志摩艦隊（那智）は奄美大島薩川湾に入港、18日出航、20日馬公に進出した。翌21日、第二航空艦隊長官から駆逐艦3隻派遣の要請を受け、第二航空戦隊の高雄〜マニラ輸送に協力するよう命じられていた志摩長官は第21駆逐隊（若葉、初春、初霜）を派遣し、これにより志摩艦隊戦力は那智、足柄、阿武隈及び駆逐艦4隻（第7駆逐隊《曙、潮、霞》・第18駆逐隊《不知火》）に減少してしまう。志摩艦隊は連合艦隊と南西方面艦隊の命令に振り回されており、その指揮系統は非常に複雑であった。同日、志摩艦隊はレイテ湾に来襲したアメリカ軍攻撃のため出撃。23日夕刻にコロン湾に到着すると、24日午前2時に出港、西村艦隊の後を追うようにスリガオ海峡に向かったが、指揮系統の違う両艦隊の間で情報の交換は全く行われなかった。
25日日付変更直後、那智以下志摩艦隊はスリガオ海峡に突入。当初は、曙、潮が2km先行して並列して進み、後方中央に那智、足柄、阿武隈、不知火、霞が単縦陣を形成して26ノットを発揮していた。午前3時頃、西村艦隊と米艦隊との戦闘音や閃光を視認する。直後、アメリカ軍魚雷艇の攻撃により第一水雷戦隊旗艦阿武隈が3時24-25分に被雷落伍した。那智、足柄及び駆逐艦4隻は単縦陣を成形して航行し、4時10分に海峡中央部で炎上する艦艇2隻（艦によっては3隻）を発見するが、それは分断された西村艦隊の戦艦扶桑であった。炎上する最上も4つの炎上艦艇を視認している。西村艦隊は米艦隊の砲撃雷撃の集中攻撃により戦艦山城、扶桑、駆逐艦満潮、山雲を撃沈され、重巡最上と駆逐艦朝雲が大破して微速退避中、中破した時雨は舵故障と修理を繰返しながら撤退中で、健在艦は一隻も残っていなかった。
海峡へ向かう志摩艦隊は時雨から艦名を問われて『われ那智』と返答する。志摩長官は『那智の後に続け』と命じたが、時雨は『舵故障中』と返答して、単艦で避退していった。4時15分、那智のレーダーが方位25度、距離11kmに敵艦らしき目標2つを探知、那智、足柄は各艦魚雷8本を発射した。アメリカ軍はヒブソン島で日本軍の魚雷2本を発見しているため、那智、足柄は島に向けて魚雷を撃ったとみられるが、雷跡を視認して報告したアメリカ軍駆逐艦部隊も存在する。
雷撃後の那智は炎上中の西村艦隊の重巡最上の前方を通過しようとしたが、停止したと思われていた最上は速力8ノットで前進しており、両艦は同航体勢で衝突した。最上は那智に対しメガフォンで舵故障と艦長副長戦死の状況を伝達した。衝突による最上の損傷は軽微だったものの、那智は艦首を損傷し、最大速力約18-20ノットに低下してしまう。志摩長官は突入中止を決定、4時25分に『当隊攻撃終了、一応戦場を離脱して後図を策す』と打電する。那智、足柄は扶桑の残骸のそばを通過、再び時雨と遭遇して合流を指示したが、時雨は続行できなかった。また、最上に対しては曙が護衛についた。第一水雷戦隊司令官木村昌福少将以下司令部は阿武隈より霞に移乗し、阿武隈は潮の護衛下で退避した。夜が明けると、志摩艦隊と西村艦隊残存艦はアメリカ軍魚雷艇群、アメリカ軍水上艦艇、アメリカ軍機動部隊艦載機、アメリカ軍基地航空隊の反復攻撃を受け、西村艦隊の駆逐艦朝雲が米艦隊の砲撃で沈没、最上も空襲により25日午後1時に、阿武隈も26日の空襲で沈没した。一方那智以下志摩艦隊はマニラを目指して避退中、志摩長官は栗田艦隊（第一遊撃部隊）から落伍・航行不能となっていた重巡洋艦熊野を発見し、足柄、霞に救援を命じた。那智、不知火は14時にコロン湾に着、熊野、足柄、霞は16時28分にコロン入泊を果たした。だが不知火は第十六戦隊（鬼怒、浦波）救援のためコロンを出撃、両艦捜索中に空襲を受け撃沈された。
サミュエル・モリソンは著書「モリソンの太平洋海戦史」の中で本海戦について『日本海軍がこの戦闘で何をもって慰めとするかの答えはむつかしい。彼らの雷撃の技量は1943年の標準に及ばず、砲撃の効果もきわめて小さかった。シーマンシップさえ低下したことは那智と最上の衝突が示している。戦闘全体を通じて最も知的な行為は、志摩長官が避退命令を出したことだった。』と評している。栗田艦隊、志摩艦隊、小沢機動部隊、基地航空隊の連繋は機能せず、その中で扶桑型戦艦2隻を投入しての局地夜戦は、第三次ソロモン海戦の失敗を繰り返して終わった。

### 沈没
レイテ沖海戦の敗北後、第五艦隊所属艦はマニラを拠点に敵制空権下での輸送作戦（多号作戦）に従事することになる。マニラ湾には10月23日の米潜水艦の雷撃で大破していた重巡青葉（第十六戦隊）も停泊しており、28日には熊野と駆逐艦沖波も入湾した。
10月29日、マニラはアメリカ軍機動部隊艦載機の空襲を受け那智、熊野、青葉も目標となってしまった。那智の飛行甲板に小型爆弾が命中。魚雷2本が誘爆し、那智に損傷を与えた。マニラの状況を受けて熊野は台湾への退避準備をはじめた。

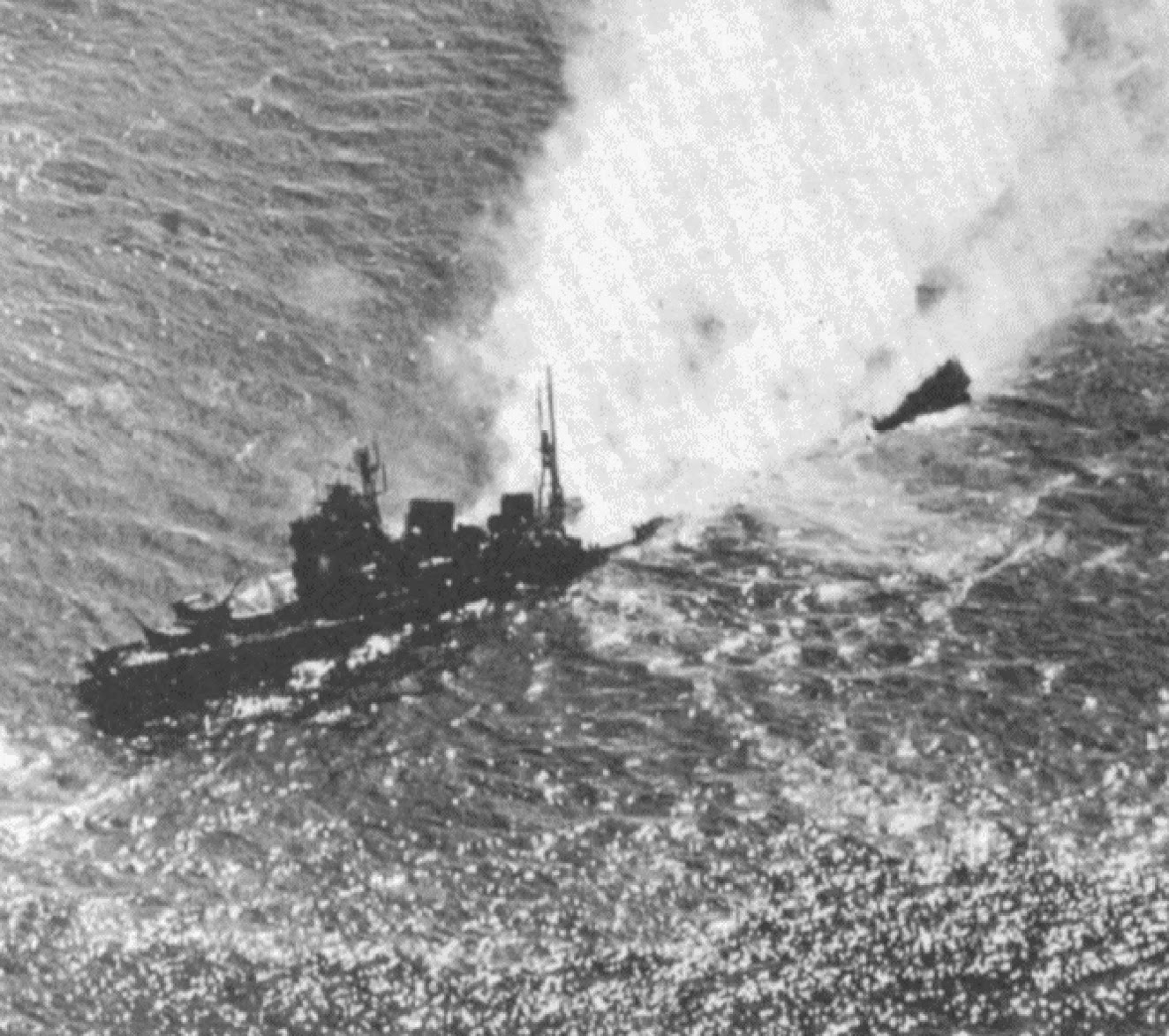
艦首がもぎとられ、第四砲塔付近から船体をへし折りながら沈没する那智

10月31日、小沢機動部隊に所属してレイテ沖海戦に参加したのち奄美大島に停泊していた軽巡大淀と駆逐艦若月がマニラに到着、大淀乗組員達は艦首のない那智の姿を目撃した。
11月1日、那智の水上偵察機はセミララ島に擱座した駆逐艦早霜（栗田艦隊所属）を発見、不知火の最後を聴き出した。11月5日早朝、重巡熊野、青葉はマタ31輸送船団と共にマニラを出発、接岸航路で北上を開始した。午前7時40分、熊野、青葉はマニラ上空にアメリカ軍機数十機を認める。また、大淀も南西方面艦隊司令部と相談の結果、5日未明にマニラ湾を発ちボルネオ島へ向かっていた。
その頃、マニラでは那智以下多数の艦艇がアメリカ軍機の空襲を受けていた。那智は米空母レキシントン(USS Lexington, CV-16) からの艦上機による空襲を受け多数の爆弾、魚雷の命中により沈没していった。乗員807名が戦死し、220名が救助された。志摩長官以下第五艦隊司令部は陸上にいて無事だった。
なお那智救援中の曙も被弾して炎上し、霞、初春、初霜、潮は救援活動に従事した、6日に曙を浅瀬へ曳航し擱座させた。
11月11日、那智の水上偵察機は発進に失敗し、水没して喪われた。
11月13日、マニラはアメリカ軍艦上機の空襲を受け、軽巡木曾、駆逐艦4隻（曙、沖波、秋霜、初春）は大破着底状態となってしまった。同日深夜、残存艦艇（霞、初霜、朝霜、潮、竹）はマニラを出港した。初霜には第五艦隊司令部が便乗しており、ブルネイ着後は足柄に移乗して将旗を掲げた。

## 兵装
（新造時）
- 50口径3年式20cm連装砲5基 10門
- 45口径10年式12cm高角砲 6基
- 留式7.7mm単装機銃 2基
- 13式水上固定発射管 12門 （魚雷：8年式2号61cm 24本）

（最終時）
- 50口径3年式II号20cm（20.3cm）連装砲5基 10門
- 40口径89式12.7cm連装高角砲 4基
- 96式25mm連装機銃 10基 同 単装 28基
- 92式4連装発射管 2基 （魚雷：93式酸素魚雷61cm 16本）
- 2号1型電探 1基
- 2号2型電探 2基
- 1号3型電探 1基
- E-27 逆探 （搭載数不明）

## 歴代艦長
※『艦長たちの軍艦史』98-100頁、『日本海軍史』第9巻・第10巻の「将官履歴」に基づく。

### 艤装員長
1. 新山良幸 大佐：1928年5月21日 - 1928年9月10日

### 艦長
1. 新山良幸 大佐：1928年9月10日 - 1929年11月30日
2. 大西次郎 大佐：1929年11月30日 - 1930年12月1日
3. 平田昇 大佐：1930年12月1日 - 1931年12月1日
4. 田畑啓義 大佐：1931年12月1日 - 1932年12月1日
5. 大和田芳之介 大佐：1932年12月1日 - 1933年11月15日
6. 祝原不知名 大佐：1933年11月15日 - 1934年11月15日
7. 小松輝久 大佐：1934年11月15日 - 1935年12月2日
8. 戸塚道太郎 大佐：1935年12月2日 - 1936年11月16日
9. 福田良三 大佐：1936年11月16日 - 1937年12月1日
10. 岩越寒季 大佐：1937年12月1日 - 1939年10月10日
11. （兼）佐藤勉 大佐：1939年10月10日 - 1939年11月15日
12. 八代祐吉 大佐：1939年11月15日 - 1940年11月15日
13. 高間完 大佐：1940年11月15日 - 1941年8月20日
14. 清田孝彦 大佐：1941年8月20日 - 1942年11月16日
15. 曽爾章 大佐：1942年11月16日 - 1943年9月10日
16. 渋谷紫郎 大佐：1943年9月10日 - 1944年8月20日
17. 鹿岡円平 大佐：1944年8月20日 - 1944年11月5日戦死

## 同型艦
- 妙高 - 足柄 - 羽黒

## 註
1. ↑  6月13日、軽巡洋艦「多摩」編入。6月17日に「那智」、第二十一戦隊、第一水雷戦隊（駆逐隊2個欠）、6月20日に「那智」と第六駆逐隊となる。7月10日、護衛隊が編成され第六駆逐隊はそこに加えられる。[51]
2. ↑  軽巡洋艦「木曾」、「多摩」
3. ↑  第一水雷戦隊とほぼ同じ
4. ↑  戦史叢書第29巻　北東方面海軍作戦、441ページでは26日。ただし、同書411ページでは27日まで佐世保にいたことになっている。